# Lew Eggerbrecht
Lew Eggerbrecht var ansvarig för utvecklandet av spelkonsolen Amiga CD32 hos det amerikanska företaget Commodore Business Machines.